# 브루스코
《브루스코》(그리스어: Μπρούσκο)는 2015년부터 현재까지 방영된 그리스의 연속극이다.